# Janne Walles
Janne Gustaf Walles, född 20 november 1871 i Nevishög, död 20 augusti 1945 i Sköns församling, Sundsvall, var en svensk tidningsman, ekonomichef på Nya Samhället i Sundsvall och riksdagsman (socialdemokrat).
Walles var ledamot av riksdagens första kammare från 1919. Han var även landstingsledamot.